# سد ارویتو
سد ارویتو (به اسپانیایی: Embalse de Arroyito) یک سد و نیروگاه برقابی در آرژانتین است که در استان نئوکن واقع شده‌است.